# Lorenski križ
Lorénski kríž je križ z dvema prečkama. V tem je podoben pravoslavnemu križu, le da sta pri slednjem obe prečki pri vrhu križa, pri lorenskem križu pa je spodnja prečka bližje dnu križa. Prvotno sta bili obe prečki enako dolgi, kasneje pa je bila zgornja skrajšana in simbolizira deščico z napisom »INRI«, ki jo je Poncij Pilat dal nabiti nad Jezusovo glavo. Lorenski križ imenujejo tudi »pravi križ« (latinsko crux vera).
Križ z dvema prečkama so domnevno prve uporabljale okoli leta 800 krščanske sekte na vzhodu. Godfrej Bouillonski, vojvoda lorenski, je prevzel to obliko križa za svojo ob zavzetju Jeruzalema leta 1099 v prvi križarski vojni, zato so jo pozneje pripisovali njemu in njegovim naslednikom, ki so ga obdržali kot heraldični simbol.
V nedavni zgodovini je lorenski križ uporabljal general Charles de Gaulle kot simbol svobode v francoskem odporniškem gibanju med drugo svetovno vojno. 
Od leta 1902 dalje je lorenski križ tudi simbol svetovnega boja proti tuberkulozi in pljučnim boleznim.
Lorenski križ označuje tudi eno od stopenj v prostozidarski hierarhiji.
Kodirani nabor znakov Unicode označuje lorenski križ s kodo U+2628 (☨).

## Pravi križ in njegova zgodovina
Srednjeveška legenda, ki se je ohranila v več različicah, spremlja zgodovino Kristusovega križa od Edna do časa cesarja Heraklija c 7. st.
1. Veja z Drevesa znanja. Adam, izgnan iz raja (Eden), vzame s seboj vejo z Drevesa znanja. Šla je iz rok v roke in končno iz nje nastane soha na kateri je Mojzes vzdignil bronasto kačo - kar je pomenilo ustaljen prefigurativen pralik križanja.
2.  Kraljica iz Sabe (Sebe) časti drevo. Les pride v Jeruzalemu, kjer je služil kot most čez potok. Kraljica iz Sabe, ko jo obišče Salomon, poklekne in se mu pokloni, ker ji je bila njegova prihodnost napovedana v videnju. Sezuta prehodi potok, da ne bi hodila po lesu.
3.  Ribnik Betesda. Les je kasneje plaval po ribniku v Betesdi, katerega voda je imela čudežno zdravilno moč in so jo dajali bolnikom piti. Od tod je vzeto da se je od njega naredil Kristusov križ. Zgodba potem obsega neprekinjen niz dogodkov med grehom Adama in Eve.
4. Najdenje (=inventio) pravega križa. Krščanstvo je Rimski imperij priznal z ediktom Konstantina Velikega leta 313. Njegova mati Helena se je posvetila spodbujanju različnih dobrodelnih ustanov. Ustanovila je cerkve v Sveti deželi in, po legendi, tam odkrila Kristusov križ. Nekega Juda, ki je poznal njegovo nahajališče, ampak ga ni hotel izdati, je Helena neusmiljeno vrgla v suho cisterno (ječo) in ga pustila tam, dokler ga lakota in žeja nista prisili, da se premisli. Trije golgotski križi, ki jih ni mogoče razlikovati, so izkopali. Mrtvo človeško telo, ki se bo premaknilo z dotikom vsakega od njih, bo obujeno v življenje. Helena odkrila tudi tri žeblje.
5.  Dvigovanje pravega križa. V 7. st. je del križa odkril cesar Heraklij na slavnem pohodu nad Hosrau II., perzijskega cesarja, katerega vojska je pred tem leta 614 pregazila Bližnji vzhod in odnesla križ. (Drugi del križa je bil v Konstantinoplu) Legenda pravi, da je Heraklija pri triumfalnem vstopu v Jeruzalem s svetimi relikvijami ustavil angel, ki mu je ukazal da se ponižuje. Vladar sname cesarsko obleko in peš prinese križ v mesto, ali, po drugi verziji, jaha na oslu. Včasih se prikazuje tudi na konju. Križ je bil vzdignjen (postavljen pokonci) na oltarju ali na gori Golgoti. Slika se tudi Heraklijeva usmrtitev Hosrova, ker se je uprl krstiti.
Ta se legenda, v obliki narativnih ciklusov se pojavlja na zgodnjih renesančnih freskah, posebej v Italiji, v frančiškanskih cerkvah posvečenih Svetemu križu. Heraklijeva najdba križa se slavi v Katoliški Cerkvi na praznik Marijinega vnebovzetja.

## Cerkev sv. Frančiška v Arezzu
Gradili so jo v 13. in 14. stoletju. V glavni korni kapeli so freske Piera della Francesca na temo legenda sv. Križa (1453/64). Freske s prizori iz legende najdenja pravega križa sodijo v sam vrh zgodnjerenesančnega slikarstva. 
Na desni strani je v loku Smrt in Pogreb Adama, njegov sin Seth zasadi na grobu rajsko drevo. Kraljica iz Sabe se pokloni pred hlodom, iz katerega je narejen most; kraljica iz Sabe je namreč sanjala, da je bil na njem križan Kristus. O tem je obvestila kralja Salamona. Ta je dal hlod zakopati v zemljo. Spodaj: Konstantinova zmaga z znamenjem križa nad Maksencijem. Sredi: Judje izdelajo križ potem, ko so našli hlod. Levo: cesarica Helena najde 3 križe iz Golgote. Vstajenje od smrti nekoga, ki je umrl, je pokazalo, kateri križ (od treh) je Kristusov. Spodaj: zmagovalec Heraklij ubije Hosraua, ki se je polastil križa.